# Solomys sapientis
Solomys sapientis es una especie de roedor de la familia Muridae.

## Distribución geográfica
Es endémica de la isla de Santa Isabel en las Islas Salomón.